# Jerzy Dziewulski

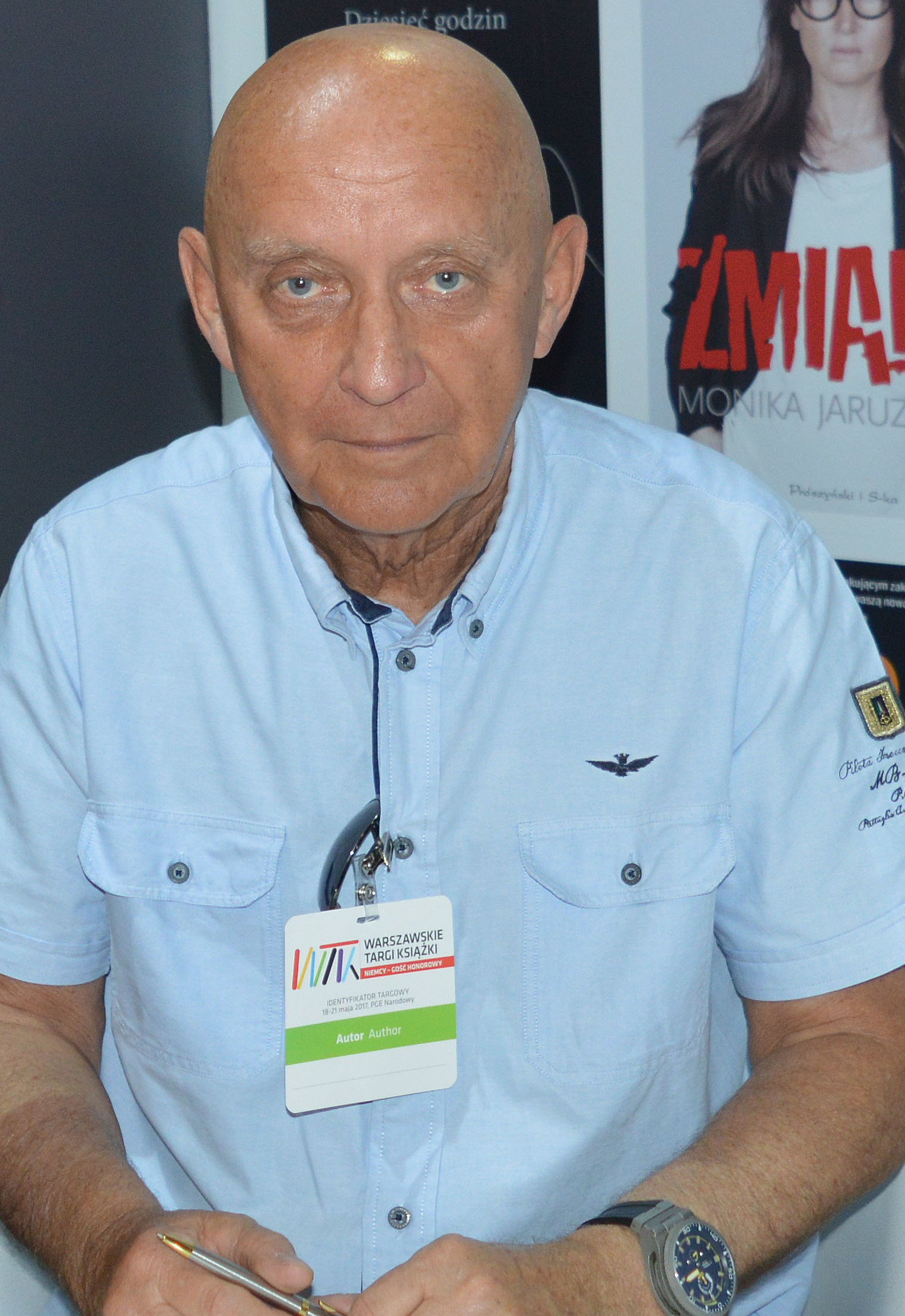
Jerzy Dziewulski (2017)

Jerzy Maciej Dziewulski (ur. 15 grudnia 1943 w Warszawie, zm. 11 sierpnia 2025 tamże) – polski policjant, antyterrorysta i polityk.
Kierował i brał udział w wielu akcjach antyterrorystycznych. Ze strony polskiej był jednym z dowódców operacji Most. Jako jedyny policjant w Polsce został trzykrotnie odznaczony Medalem za Ofiarność i Odwagę. Był doradcą prezydenta RP Aleksandra Kwaśniewskiego do spraw bezpieczeństwa (1996–1997), a także posłem na Sejm I, II, III i IV kadencji (1991–2005).

## Życiorys

### Wykształcenie i działalność zawodowa
Po odbyciu zasadniczej służby wojskowej podjął służbę zawodową w Milicji Obywatelskiej. W 1966 rozpoczął pracę w Komendzie Stołecznej Milicji Obywatelskiej (w 1983 przekształconej w Stołeczny Urząd Spraw Wewnętrznych, a w 1990 w Komendę Stołeczną Policji), będąc funkcjonariuszem wydziału kryminalnego oraz pełniąc m.in. funkcję dowódcy jednostki antyterrorystycznej na lotnisku Okęcie w Warszawie.
14 marca 1980 był jedną z pierwszych osób, które podjęły akcję rozpoznawczą i ratunkową na miejscu katastrofy lotniczej samolotu „Mikołaj Kopernik”. 9 maja 1987 prowadził podobne czynności po katastrofie lotniczej w Lesie Kabackim.
W grudniu 1981, na krótko przed wprowadzeniem w Polsce stanu wojennego, brał udział w stłumieniu strajku okupacyjnego studentów i pracowników Wyższej Oficerskiej Szkoły Pożarniczej w Warszawie, którzy protestowali przeciwko podporządkowaniu uczelni przepisom ustawy o wyższym szkolnictwie wojskowym. Był jednym z autorów planu zajęcia szkoły i jednym z dowodzących akcją o kryptonimie „Syrena”.
W 1980 ukończył studia magisterskie na Wydziale Prawa i Administracji Uniwersytetu Warszawskiego. Odbył szkolenie w siłach specjalnych Izraela, uzyskując uprawnienia specjalisty taktyki i techniki walki z terroryzmem, a także szkolenia prowadzone przez instytucje publiczne w Stanach Zjednoczonych, Francji i Niemczech. Uzyskał liczne licencje (w tym strzelca wyborowego oraz specjalisty do walki z terroryzmem i bandytyzmem), a także uprawnienia, w tym instruktora strzeleckiego z broni palnej krótkiej i długiej. Został specjalistą w wyszukiwaniu i neutralizacji środków i urządzeń wybuchowych oraz specjalistą w posługiwaniu się bronią specjalnego przeznaczenia.
W 1991 przeniósł się do Komendy Głównej Policji, gdzie pełnił funkcję głównego specjalisty. Z Policji odszedł w 1998 w stopniu młodszego inspektora, co było konsekwencją wprowadzenia konstytucyjnego zakazu łączenia mandatu poselskiego ze służbą w tej formacji.
Kierował działaniami podczas trzynastu zamachów terrorystycznych, także na pokładach samolotów, wyprowadzając 765 pasażerów z sytuacji bezpośredniego zagrożenia zdrowia lub życia; w czasie tych akcji nie zginął żaden z pasażerów. Ze strony polskiej osłaniał oraz pełnił funkcję dowódcy operacji Most, która umożliwiła przerzut osób pochodzenia żydowskiego z państw byłego ZSRR do Izraela. Za przeprowadzenie tej operacji został odznaczony przez stronę polską i izraelską.
Był dwukrotnie ranny podczas służby. Jako jedyny policjant w Polsce został trzykrotnie odznaczony Medalem za Ofiarność i Odwagę.
Jako konsultant brał udział w produkcji polskiego serialu kryminalnego 07 zgłoś się. Wystąpił w nim w czterech odcinkach z lat 1984–1987, w tym w odcinku nr 19 (Zamknąć za sobą drzwi), skierowanym do rozpowszechniania w kinach.
Zajmował się prowadzeniem działalności gospodarczej jako doradca w kwestiach dotyczących bezpieczeństwa. Udzielał się również w mediach jako ekspert i komentator w tym zakresie.

### Działalność polityczna
Był członkiem Polskiej Zjednoczonej Partii Robotniczej. W wyborach w 1991 został posłem I kadencji z listy Polskiej Partii Przyjaciół Piwa. W 1993 i 1997 był ponownie wybierany do Sejmu z ramienia Sojuszu Lewicy Demokratycznej.
Podczas kampanii prezydenckiej w 1995 zajmował się ochroną Aleksandra Kwaśniewskiego. Od grudnia 1995 do maja 1996 pełnił nieetatową funkcję jego sekretarza osobistego. W latach 1996–1997 zajmował stanowisko doradcy prezydenta RP ds. bezpieczeństwa. W 1999 został członkiem przekształconego w partię Sojuszu Lewicy Demokratycznej. W wyborach w 2001 po raz czwarty uzyskał mandat poselski z listy SLD-UP w okręgu olsztyńskim.
Jako poseł zasiadał m.in. w Komisji Transportu, Łączności, Handlu i Usług, Komisji Nadzwyczajnej do rozpatrzenia projektów ustaw lustracyjnych, Komisji Administracji i Spraw Wewnętrznych (był dwukrotnie zastępcą przewodniczącego tej komisji) oraz Komisji Łączności z Polakami za Granicą. W 2005 jako kandydat niezależny bez powodzenia startował w wyborach do Senatu.

## Życie prywatne
Był żonaty, miał dwoje dzieci. Deklarował znajomość języka angielskiego i włoskiego. W młodości grał w piłkę nożną oraz w hokeja na lodzie, uprawiał także m.in. kolarstwo i boks. Został instruktorem narciarskim. Był pasjonatem motoryzacji. Brał udział w wyścigach motocyklowych i rajdach samochodowych, m.in. Gumball 3000 i Rage-Race. Kolekcjonował sportowe samochody i motocykle.
Zmarł w 2025 w Państwowym Instytucie Medycznym Ministerstwa Spraw Wewnętrznych i Administracji w Warszawie.
Został pochowany na cmentarzu Wawrzyszewskim w Warszawie. Uroczystości pogrzebowe miały charakter świecki z honorową asystą policji. 

## Publikacje
Współautor książek, w formie wywiadów rzek przeprowadzonych z nim przez Krzysztofa Pyzię, zatytułowanych: Jerzy Dziewulski o polskiej policji (Prószyński i S-ka, Warszawa 2017), Jerzy Dziewulski o terrorystach w Polsce (Prószyński i S-ka, Warszawa 2018) oraz Jerzy Dziewulski o kulisach III RP (Prószyński i S-ka, Warszawa 2019).

## Odznaczenia
- Krzyż Oficerski Orderu Odrodzenia Polski[12]
- Krzyż Kawalerski Orderu Odrodzenia Polski[12]
- Medal za Ofiarność i Odwagę (trzykrotnie)[29]